# Aristide Pădure
Aristide Pădure a fost subprefectul județului Golta. A fost acuzat de organizarea ghetoului din orașul Golta și de punere în aplicare a masacrului de la Domanovca.